# Gaius Iulius Commodus Orfitianus

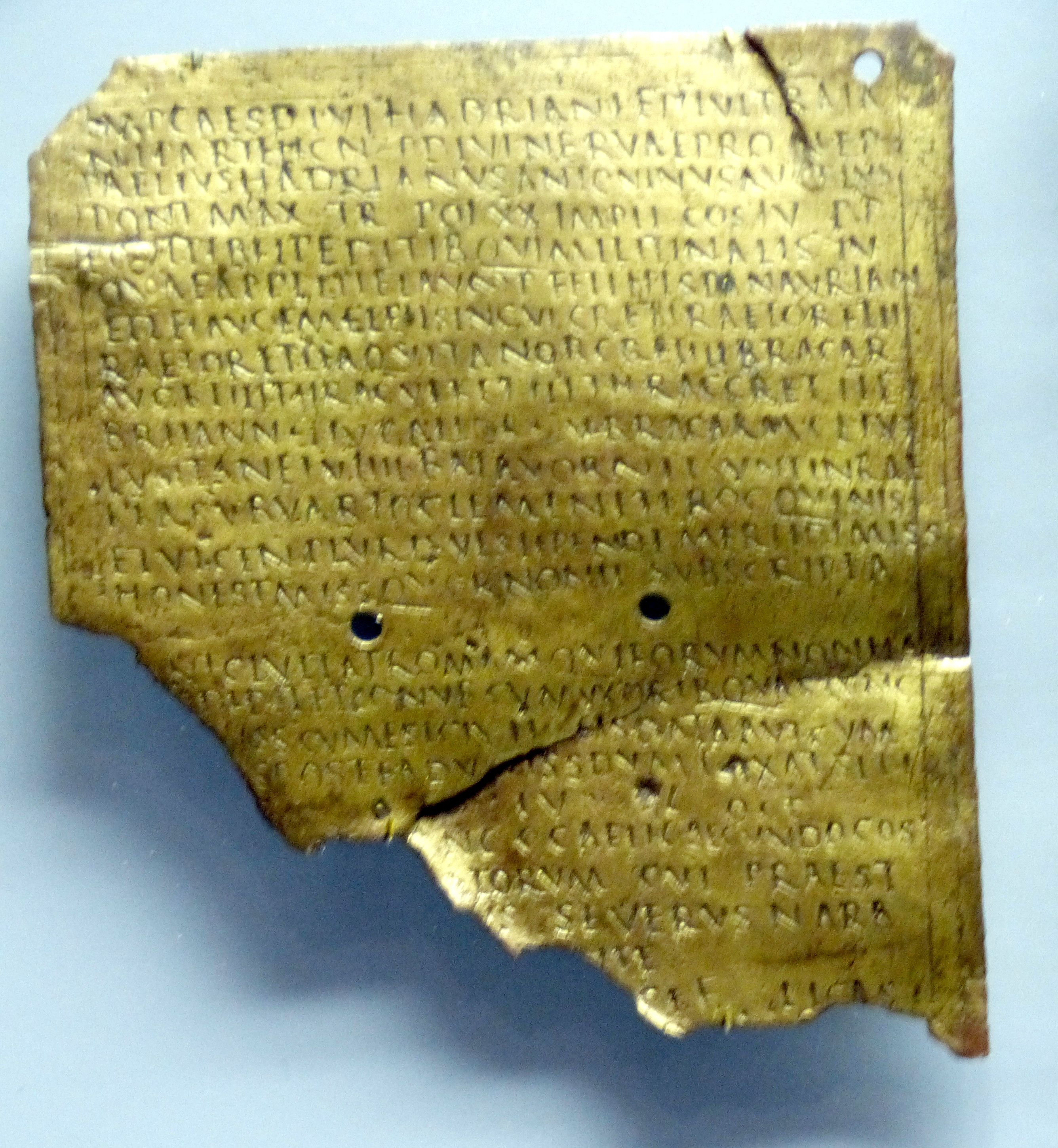
Ein Militärdiplom von 157 n. Chr.

Gaius Iulius Commodus Orfitianus war ein im 2. Jahrhundert n. Chr. lebender römischer Politiker.
Durch ein Militärdiplom, das auf den 10. März 155 datiert ist und durch eine Inschrift ist belegt, dass Orfitianus um 154/155 Statthalter (Legatus Augusti pro praetore) der Provinz Thracia war. Weitere Militärdiplome, die z. T. auf den 28. September 157 datiert sind, belegen, dass er 157 zusammen mit Gaius Caelius Secundus Suffektkonsul war; die beiden Konsuln traten ihr Amt vermutlich am 1. Juli des Jahres an.
Nach seinem Konsulat war Orfitianus  161 curator aedium sacrarum. Durch zwei Inschriften ist nachgewiesen, dass er um 164/167 Statthalter der Provinz Syria Palaestina war. Weitere Inschriften belegen, dass er um 168/170 Statthalter der Provinz Pannonia superior war.